# Solstice Studios
Solstice Studios es una empresa de Entretenimiento con sede en Los Ángeles, fundada el 2 de octubre de 2018. El estudio desarrolló, financió completamente, produjo, vendió internacionalmente y distribuyó largometrajes en los Estados Unidos con un amplio catálogo de estrenos.

## Historia
En mayo de 2019, Solstice Studios anunció que Russell Crowe protagonizaría la película de suspenso de Carl Ellsworth, Unhinged . La fotografía principal tuvo lugar en Nueva Orleans del 15 de julio al 23 de agosto de 2019.  Se estrenó en Estados Unidos el 21 de agosto de 2020.  Fue la primera película que se estrenó ampliamente en cines en medio de la pandemia de COVID-19 y recaudó 44 millones de dólares en todo el mundo. 
Solstice Studios anunció una asociación con Studio 8 en noviembre de 2019, con Hypnotic de Robert Rodríguez como su primer proyecto conjunto. Ben Affleck ha sido elegido para protagonizar la película.  Affleck interpretará a un "detective que investiga una serie de robos imposibles de alto nivel y que se ve envuelto en un misterio que involucra a su hija desaparecida y un programa secreto del gobierno". La producción estaba prevista para comenzar en abril de 2020, pero se retrasó debido a la pandemia. 
In September 2020, the studio acquired the distribution rights to the Mark Wahlberg drama film Joe Bell for $20 million. The distribution rights for the film were sold off to Roadside Attractions and Vertical Entertainment in May 2021 along with Plane to Lionsgate.
En octubre de 2021, se anunció que Solstice había despedido a la mayoría de sus ejecutivos clave, incluido su director ejecutivo, solo menos de un año después de haber despedido a unas veinte personas en diciembre de 2020. Esto dejó sólo diez personas en el personal de Solstice Studios, que supervisaría la finalización de la película Hypnotic dirigida por Robert Rodríguez y protagonizada por Ben Affleck y Alice Braga, lo cual fue confirmado por un portavoz de la compañía. El personal permanecería hasta el otoño del año siguiente, después de lo cual Solstice posiblemente cerraría.  Sin embargo, Hypnotic se quedó sin un distribuidor nacional como resultado de la serie de despidos masivos y finalmente fue adquirida por Ketchup Entertainment en febrero de 2023, lo que posiblemente signifique que Solstice había cerrado en el ínterin. 

## Películas
| Fecha de lanzamiento | Película | Notas                                                              |
| -------------------- | -------- | ------------------------------------------------------------------ |
| 21 de agosto de 2020 | Unhinged | coproducción con Ingenious Media y Burek Films                     |
| 12 de mayo de 2023   | Hypnotic | coproducción con Studio 8 ; distribución por Ketchup Entertainment |